# هند نزار
هند نزار (8 كانون الثاني/يناير 1997-)، ممثلة ومقدمة برامج عراقية.

## حياتها
خريجة من كلية الفنون الجميلة (بغداد)، بدايتها في التمثيل كانت عندما حصلت على أول بطولة لها في مسلسل النبي أيوب بدور «ليلى» عام 2014، شاركت بعدها في العديد من المسلسلات منها سماء صغيرة العمل العربي المشترك وجسدت فيه لاجئة عراقية وأيام الإجازة بجزئه الثاني. عام 2016 شاركت بمسرحية ستريبتيز التي أثارت الجدل وتتناول موضوع العري وكان العنصر النسائي الوحيد ،قدمت برامج تلفزيونية على قناة المدى.ثم انتقلت لقناة الشرقية.

### عضو لجنة تحكيم
في ديسمبر 2023 شاركت كعضو لجنة تحكيم برنامج "يوز تالنت " للمواهب العراقية على قناة إم بي سي العراق  بمشاركة الفنان حسام الرسام  والشاعر رائد أبو فتيان

## أعمالها

### في التلفزيون
| سنة الإنتاج | اسم المسلسل                             | الشخصية  |
| ----------- | --------------------------------------- | -------- |
| 2025        |                                         | وردة     |
| 2024        | عسل مسموم                               | شذى      |
| 2023        | حامض حلو 4                              | ضيفة شرف |
| 2023        | المتمرد                                 | هديل     |
| 2022        | ألماس مكسور                             | ريف      |
| 2021        | كمامات وطن 2 حلقة الجيران والناس مقامات | ضيفة شرف |
| 2021        | طيبة                                    | طيبة     |
| 2019        | أيام الإجازة 2                          | لميس     |
| 2017        | سماء صغيرة                              |          |
| 2016        | قلب التفاحة                             |          |
| 2014        | النبي أيوب                              | ليلى     |
| 2013        | التيتي جابي القطار                      |          |
| 2013        | المدينة-أعماق الأزمة                    | الخادمة  |
| 2004        | حب وحرب ج 2                             |          |

### في المسرح
| سنة الإنتاج | المسرحية | الشخصية |
| ----------- | -------- | ------- |
| 2016        | ستريبتز  |         |
| 2015        | إعزيزة   |         |
| 2015        | من السما |         |

### تقديم البرامج[17]
| سنة الإنتاج | البرنامج     | عرض على      |
| ----------- | ------------ | ------------ |
| 2014        | كركري        | قناة المدى   |
| 2016        | شكد بجيبك    | قناة المدى   |
| 2018        | فطوركم علينا | قناة الشرقية |
| 2019        | صباح الشرقية | قناة الشرقية |

### في السينما
| سنة الإنتاج | الفيلم | الشخصية |
| ----------- | ------ | ------- |
| 2014        | سلايد  |         |

## جوائز
2021-العراق: جائزة الهلال الذهبي بدورته الثالثة «أفضل ممثلة شابة» عن دورها في مسلسل طيبة